# صاروخ باليستي مضاد للسفن

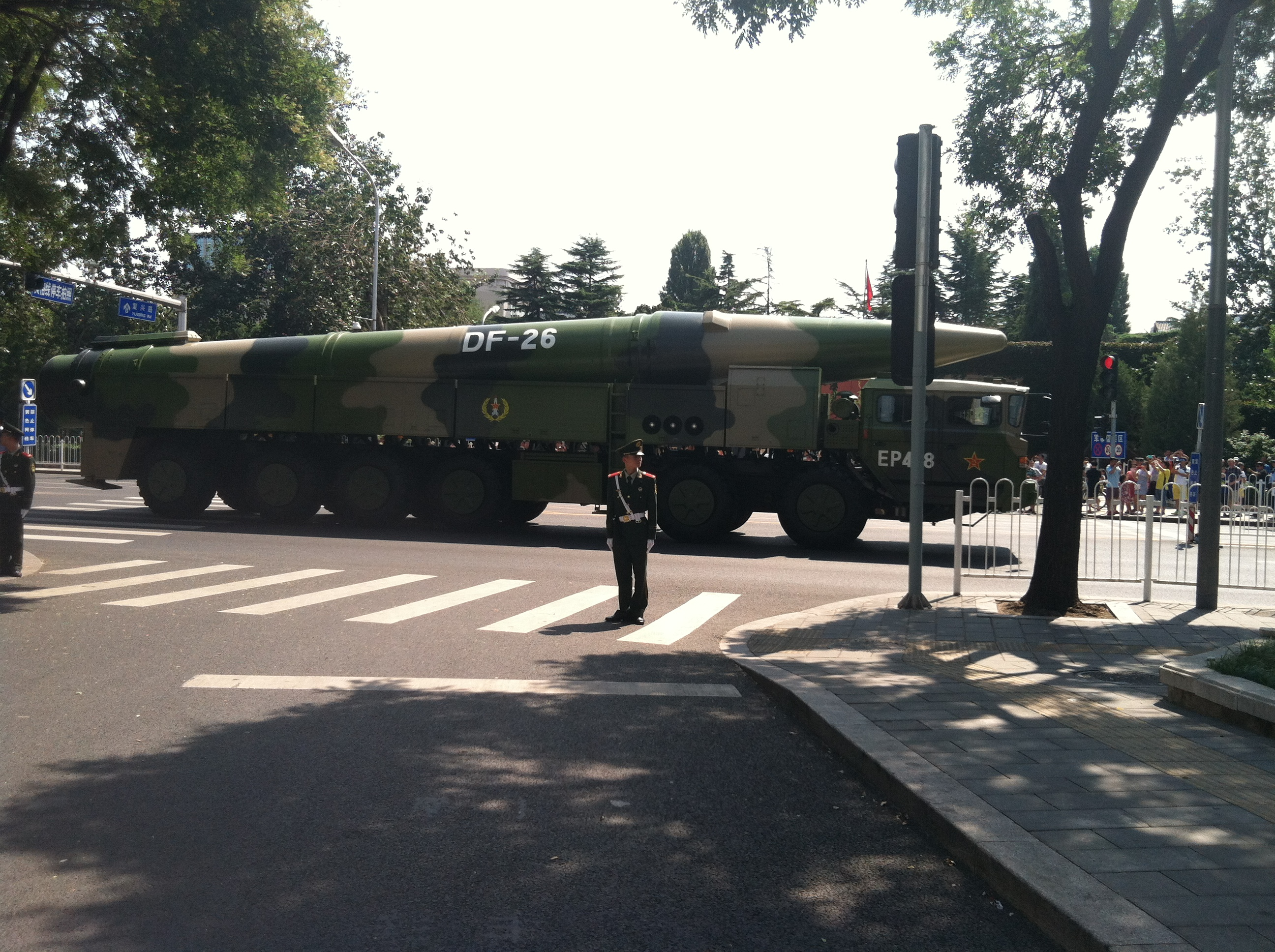

الصواريخ البالستية المضادة للسفن (بالإنجليزية: ASBM)‏ هو نظام صاروخ باليستي مضاد للسفن، صمم لقصف السفن والقطع الحربية والتي تكون على مدى بعيد جداً في البحر.

## الاستخدام العملي الأول في الحرب
في أواخر نوفمبر 2023، خلال توترات البحر الأحمر الناجمة عن استمرار حرب غزة 2023، أفادت القيادة المركزية للولايات المتحدة في الشرق الأوسط، CENTCOM، أنه تم إطلاق صاروخين باليستيين على المدمرة يو إس إس ماسون من المناطق التي يسيطر عليها اليمنيون٠